# Чандраян-5
Місія Чандраян-5, або Місячна полярна дослідницька місія (гінді चन्द्र ध्रुवीय अन्वेषण मिशन, англ. Lunar Polar Exploration Mission (LUPEX)) — концепція роботизованої місії на Місяць, розроблена Індійською організацією космічних досліджень (ISRO) та Японським агентством аерокосмічних досліджень (JAXA), яка має доставити місяцехід і посадковий модуль для дослідження Південного полюса Місяця в період 2026 і 2028 роками. Ймовірно, JAXA надасть ракету-носій H-III що перебуває в розробці, а також сам місяцехід, тоді як ISRO відповідатиме за посадковий модуль.
Концепцію місії наразі офіційно не затверджено для фінансування та включення до програми запусків .

## Історія
У грудні 2017 року ISRO підписала з Японським агентством аерокосмічних досліджень (JAXA) угоду про реалізацію (IA) для попереднього етапу A, дослідження фази A та завершила техніко-економічне обґрунтування у березні 2018 року для дослідження полярних регіонів Місяця на предмет наявності води зі спільною місячною полярною дослідницькою місією (Чандраян-5), яку планували запустити до 2024 року.
ISRO та JAXA провели спільний огляд визначення місії (JMDR) у грудні 2018 року. Наприкінці 2019 року JAXA завершила внутрішній огляд готовності проєкту.
Оскільки Чандраян-2 не зміг здійснити м’яку посадку на Місяць у вересні 2019 року, Індія почала готувати нову місячну місію — Чандраян-3 як повторну спробу продемонструвати можливості посадки, необхідні для Чандраян-5.
24 вересня 2019 року у спільній заяві JAXA та НАСА також обговорили можливість участі НАСА.
JAXA завершила свій внутрішній огляд системних вимог (SRR) на початку 2021 року.

## Огляд
Місячна полярна дослідницька місія (LUPEX або Чандраян-5) має на меті продемонструвати нові технології дослідження поверхні, пов’язані з автономністю та виживанням протягом місячної ночі для сталого дослідження Місяця у полярних регіонах. Для точної посадки вона використовуватиме алгоритм зіставлення характеристик та навігаційне обладнання, запозичене з місії JAXA Smart Lander for Investigating Moon (SLIM). Вантажність посадкового апарата становитиме не менше 350 кг.
На місяцеході буде встановлено кілька наукових інструментів від JAXA та ISRO, зокрема бурову установку для забору підповерхневих зразків з глибини до 1,5 м (4 фути 11 дюймів).
Імовірно, основними цілями місії є виявлення та аналіз наявності води. Пропозиції щодо корисного навантаження можуть бути подані й іншими космічними агентствами.

## Корисне навантаження
Декілька японських інструментів, а також інструменти-кандидати, запропоновані Індією та міжнародними партнерами JAXA:
- Наземний радар (GPR): підповерхневе радарне зондування на глибину до 1,5 м під час руху місяцехода.
- Нейтронний спектрометр (NS): виявлення водню на глибину до 1 м у реголіті.
- Удосконалений спектрометр формування зображень Місяця (ALIS).
- Екзосферний мас-спектрометр для LUPEX (EMS-L): вимірювання поверхневого тиску газу та хімічного складу.
- Аналізатор води REsourceInvestigation (REIWA) — набір з чотирьох інструментів:
  - Термогравіметричний аналізатор (LTGA): аналіз вмісту води в пробурених зразках за температурною дегідратацією.
  - Відбивач потрійного відбиття (TRITON): ідентифікація хімічних сполук летких компонентів у зразках методом мас-спектрометрії.
  - Водний детектор, що використовує оптичний резонанс (ADORE): вимірювання вмісту води на основі спектрометрії кільцевого резонатора.
  - Пакет аналізу проб ISRO*: мінералогічний та елементний аналіз пробурених зразків.

* Інструмент-кандидат з Індії (ISRO).